# Band of Mercy
Band of Mercy – radykalna grupa działająca na rzecz praw zwierząt założona przez Ronniego Lee i Cliff Goodmana w roku 1972.
Nazwa grupy odnosi się do terminu używanego przez członków Royal Society for the Prevention of Cruelty to Animals w początkach XIX wieku. Lee chciał aby działalność grupy realizowała ideę "aktywnego współczucia" – połączenia współczucia i bojowości. W 1976 roku część członków Band of Mercy przeszła do Animal Liberation Front. Członkowie grupy zajmowali się akcjami bezpośrednimi, sabotażem, utrudnianiem i dążeniem do uniemożliwienia polowań dokonywanych przez myśliwych. Działacze zostawiali ulotki tłumaczące dlaczego dokonali zniszczeń, jednocześnie zaznaczając, że nie były to ataki osobiste.
W 1973 Band of Mercy dowiedziała się, że Hoechst Pharmaceuticals posiada budynek laboratorium w pobliżu Milton Keynes. 10 listopada 1973, dwóch działaczy podpaliło budynek, powodując straty o wysokości 26 000 funtów brytyjskich. Wrócili 6 dni później, aby dokończyć zniszczenie polegające na ponownym podpaleniu. W historii ruchy wyzwolenia zwierząt był to pierwszy znany akt podpalenia. Spowodowało to rozłam w grupie. W 1974 Hunt Saboteurs Association zaoferowało 250 funtów nagrody za informacje prowadzące do identyfikacji Band of Mercy, mówiąc prasie, iż popierają ich ideały, ale nie metody.
W książce Ingrid Newkirk pt. Wolność dla zwierząt historia Band of Mercy została opisana w następujący sposób:
Band of Mercy zaczynali od małych akcji, które dały się we znaki przeciwnikom. Młodzi ludzie wychodzili nocą i sabotowali pojazdy używane przez myśliwych, np. unieruchamiali silniki, przez spuszczanie oleju silnikowego do przewodów benzynowych, dolewali wody do baków. Gdy znajdowali zestawy kluczy samochodwych w warsztatach, wówczas "pożyczali" je wszystkie. Wkładali gwoździe do zamków i niszczyli opony. Albo też napełniali butelki rozpuszczalnikiem i rozlewali go po całej powierzchni ciężarówki.
Kiedy myśliwi wchodzili do swych Land Roverów i Jeepów, znajdowali ulotki Band of Mercy, wyjaśniające powody podjęcia akcji. Niektóre z takich ulotek zawierały cytaty mówiące o tym, że jeśli ktoś jest świadkiem wyrządzania okrucieństwa, powinien próbować je powstrzymać.
Z czasem, organizacja Band of Mercy zaczynała podejmować działania nawet bardziej ambitne, które mogły rzeczywiście opóźnić czy nawet całkowicie powstrzymać polowania. Następnie organizacja rozpoczęła nową działalność zmierzającą do powstrzymania polowań na foki; niszczono łódki myśliwskie, gdy cumowały na nadbrzeżach. To się także udało. Przez cały rok zaprzestano polowań; były tylko dyskusje pomiędzy myśliwymi, którzy nie wiedzieli, co u diabła się działo z łódkami.
Następnie Ronnie zaczął myśleć o laboratoriach. Wiele razy mówiono w mediach o Imperial Chemical Industries i Ronnie dowiedział się, że wykorzystywali oni zwierzęta na skalę masową w doświadczeniach na testowanie rozmaitych produktów, od plastiku po farby. Najpierw Band of Mercy uszkadzała pojazdy używane do przewozu psów, szczurów i świnek morskich od dostawców do miejsc, gdzie wykonywano testy toksykologiczne, a później podkładano ogień pod samochody i ciężarówki, całkowicie je niszcząc.
Ronnie był zdeterminowany by sprawić, aby torturowanie zwierząt stało się kosztownym biznesem i aby firmy ubezpieczeniowe obawiały się ubezpieczać ten biznes. Odnosił wielokrotne sukcesy na tym polu, zwłaszcza gdy upewnił się, że firmy ubezpieczeniowe dowiedziały się, dlaczego te miejsca stały się celami ataków i że dopóki firmy te nie zmienią swej działalności, to przypuszczalnie zostaną ponownie podpalone.
Band of Mercy zaczęła szacować, jak duże straty ich działalność przyniosła przemysłowi wykorzystującemu zwierzęta. W tym czasie Ronnie został po raz pierwszy złapany. Po czterech latach wyznał, że Band of Mercy narobił szkód na ponad trzy miliony funtów. (...) Gazety Partii Konserwatywnej, zwłaszcza "Telegraph", nazywały Band of Mercy urodzonymi huliganami.